# La thune
La thune is de derde single van de Belgische zangeres Angèle. De single is de opener van haar debuutalbum Brol. La thune kreeg goud in België en Frankrijk. In 2019 kwam daar nog een platina plaat bij. Met deze single scoorde Angèle haar tweede top 10-hit na La loi de Murphy.

## Achtergrond
La thune heeft een ironische tekst en gaat over rijke mensen, en over haar kritiek op social media, waar ze zelf veel gebruik van maakt. De videoclip is geregisseerd door Aube Perrie, en heeft al meer dan 10 miljoen views op YouTube. Op de artwork van La thune heeft de zangeres een iPhone in haar handen en zitten er acht briefjes van 100 euro in haar diadeem. De foto werd ook gebruikt als promotie voor haar concertdata in België.

## Hitnoteringen

### VlaamseUltratop 50
| Hitnotering: 28-07-2018 t/m 13-10-2018 | Hitnotering: 28-07-2018 t/m 13-10-2018 | Hitnotering: 28-07-2018 t/m 13-10-2018 | Hitnotering: 28-07-2018 t/m 13-10-2018 | Hitnotering: 28-07-2018 t/m 13-10-2018 | Hitnotering: 28-07-2018 t/m 13-10-2018 | Hitnotering: 28-07-2018 t/m 13-10-2018 | Hitnotering: 28-07-2018 t/m 13-10-2018 |
| Week:                                  | 1                                      | 2                                      | 3                                      | 4                                      |                                        | 5                                      |                                        |
| -------------------------------------- | -------------------------------------- | -------------------------------------- | -------------------------------------- | -------------------------------------- | -------------------------------------- | -------------------------------------- | -------------------------------------- |
| Positie:                               | 45                                     | 49                                     | 44                                     | 39                                     | uit                                    | 44                                     | uit                                    |